# 토마스 카예탄
토마스 카예탄(Thomas Cajetan, 1469년 2월 20일 - 1534년 8월 9일)은 Gaetanus, Tommaso de Vio , 그리고 Thomas de Vio로 알려진 인물로 이탈리아의 철학자, 신학자, 추기경 (1517년부터 죽을 때까지)및 도미니코 수도회 총장(Master of the Order of Preachers, 1508-18)이었다. 그는 마틴 루터와 프로테스탄스 종교개혁의 주장에 반대하여 로마 가톨릭 교회를 대변하는 주도적 신학자였다. 그는 교황의 사절단으로서 루터와 비텐베르크에서 논쟁을 하였고 토마스 아퀴나스의 신학 대전의 영향에 속한 가톨릭 신학자였다.

## 생애
나폴리의 카에타(Gaeta)에서 태어나서 이름이 그렇게 붙었고 수도원 토마소로 갔다가 15살에 도미니코회 수도원에 들어갔다. 토마스 아퀴나스 철학을 공부하고 30살이 되기전에 파도바 대학교(Padua)에서 신학 박사를 받고 그곳에서 형이상학 교수가 되었다. 1494년 페라라에서 조반니 피코 델라 미란돌라와 논쟁을 통하여 유명하게 되었다. 교황권 방어에 열심했고 1517년 교황 레오 10세에 의해 팔레르모의 대주교(archbishop of Palermo)이 되었다.

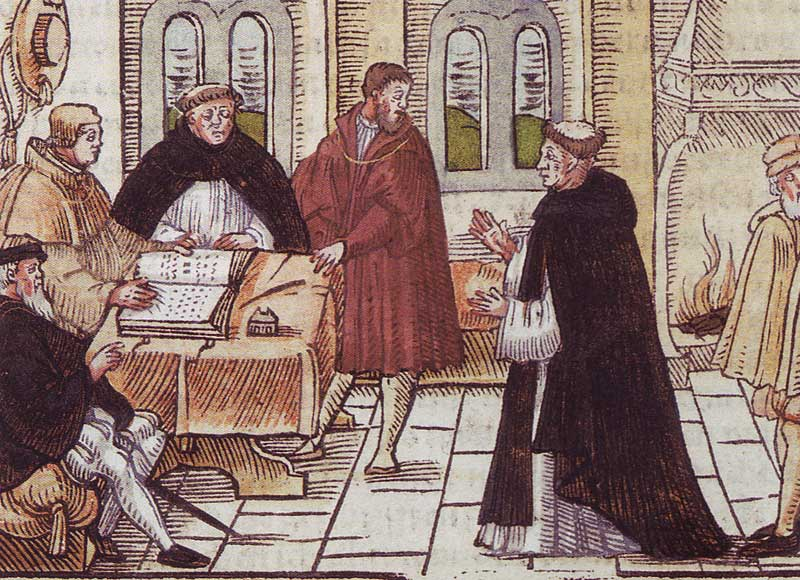
카에탄(Cajetan, 왼쪽)과 마틴 루터 (오른쪽)의 만남

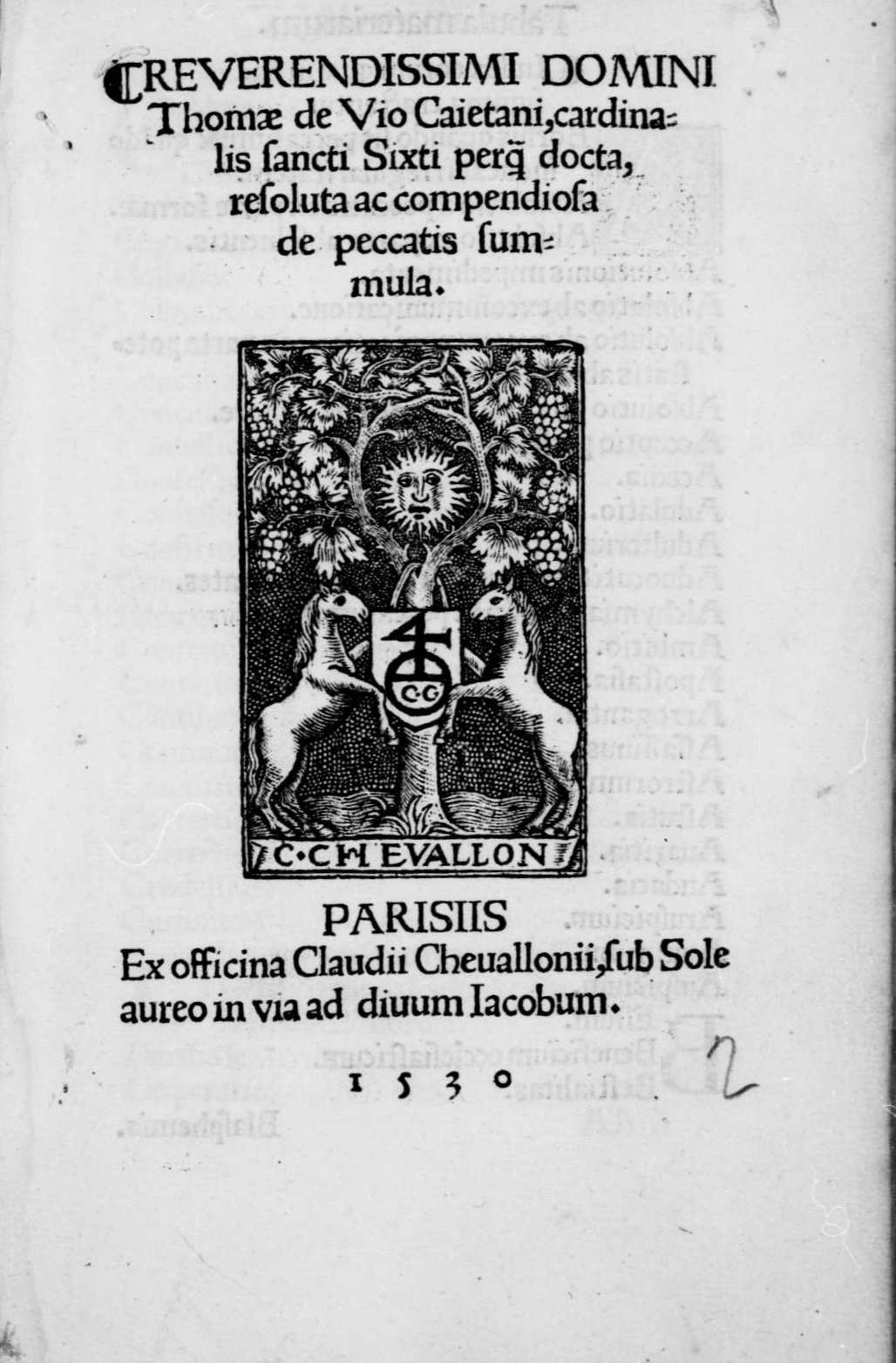
Summula Caietani, 1530

1596년 전집 (Opuscula omnia)

## 작품
- Opera omnia (5 vol, 1639)
- Opuscula omnia (1530)
- Commentary on Saint Thomas' Summa theologiae (1540)
- De divina institutione Pontificatus Romani Pontificis (1521)
- In Porphyrii Isagogen (1934)
- De comparatione auctoritatis papae and Apologia (1936)
- De Anima (1938)
- Scripta philosophica (6 vols., edited by P. Zammit, M.-H. Laurent and J. Coquelle, 1934–39)

### 참고 문헌
- "Aktenstücke uber das Verhalten der römischen Kurie zur Reformation, 1524‑1531," in Quellen und Forschungen (Kön. Press. Hist. Inst., Rome), vol. iii. p. 1‑20; TM Lindsay, History of the Reformation, vol. i. (Edinburgh, 1906).
- This article incorporates text from a publication now in the public domain: Chisholm, Hugh, ed. (1911). "Cajetan, Cardinal". Encyclopædia Britannica (11th ed.). Cambridge University Press.
- Catholic Encyclopedia article
- Conciliarism and Papalism, trans. J. H. Burns and Thomas M. Izbicki, Cambridge: Cambridge University Press, 1997.